# Matamanoa
Matamanoa è un'isola che fa parte del gruppo delle isole Mamanuca, poste a 30 km ad ovest di Viti Levu (una delle Isole principali dell'arcipelago delle Figi).
L'isola è raggiungibile via mare oppure in elicottero direttamente dall'aeroporto internazionale di Nadi.
È caratterizzata da una spiaggia di sabbia bianca e fine che la circonda quasi interamente, e da una vegetazione rigogliosa che copre l'interno collinare. 
La sua forma denota il fatto di essere un ex cono vulcanico.
L'isola ospita un piccolo albergo.
La laguna non è molto ampia per la presenza del reef dopo pochi metri.
La barriera corallina ha una fauna e una flora molto ricche.